# Frederick Meyer
Frederick Meyer   (Nova York, 9 d'agost de 1910 - Fairfax, 1 d'octubre de 1996) va ser un gimnasta artístic estatunidenc, que va competir durant la dècada de 1930.
El 1932 va prendre part en els Jocs Olímpics de Los Angeles, on disputà tres proves del programa de gimnàstica. Guanyà la medalla de plata en la competició del concurs complet per equips, mentre en la prova individual fou vuitè. Quatre anys més tard, als Jocs de Berlín, disputà les vuit proves del programa de gimnàstica masculina. La desena posició en el concurs complet per equips fou la millor de totes les proves disputades.
En el seu palmarès també destaquen quatre títols nacionals, tots aconseguits el 1935.